# Elecciones presidenciales de Colombia de 1970
Las elecciones presidenciales de Colombia de 1970, se realizaron el domingo 19 de abril de 1970, en las que se proclamó ganador al candidato oficialista Misael Pastrana Borrero, del Partido Conservador Colombiano. 
La contienda electoral fue polémica y es una de las más recordadas en la historia de ese país, debido a la existencia de múltiples irregularidades que desencadenaron en acusaciones de fraude electoral contra el gobierno nacional, que perjudicaron al candidato Gustavo Rojas Pinilla, expresidente de facto quien ocupó el segundo lugar por un margen muy reñido.
Las inconsistencias de la contienda electoral derivaron en diversos hechos sociales y políticos que siguen teniendo trascendencia hasta el día de hoy, como el nacimiento de la guerrilla urbana M-19.

## Antecedentes

### Frente Nacional
De acuerdo con los pactos del Frente Nacional, el período 1970-1974 sería el último en que los partidos Liberal y Conservador se alternaban en el poder. en cumplimiento de ese pacto de alternación, el último gobierno lo debería ocupar un militante del Partido Conservador Colombiano, puesto que el presidente en ejercicio, Carlos Lleras Restrepo, era del Partido Liberal Colombiano, y correspondió al segundo de ese movimiento en gobernar. 
En esa ocasión, el exministro y embajador en Washington, Misael Pastrana Borrero, fue postulado como candidato presidencial por los directorios conservadores de 17 departamentos. Pastrana aceptó la postulación y lanzó su precandidatura en Medellín en septiembre de 1969. Su nombre fue presentado a finales de ese año como candidato oficial en las convenciones nacionales de ambos partidos.

### Alianza Nacional Popular (ANAPO)
También se inscribió como candidato el exdictador y general retirado Gustavo Rojas Pinilla con su movimiento Alianza Nacional Popular (ANAPO), por entonces una coalición que agrupaba disidentes liberales y conservadores, junto con sectores militaristas, populistas y de izquierda, unidos alrededor de la figura de Rojas y el rechazo común al Frente Nacional. La ANAPO fue fundada en Duitama en 1962 y ya había presentado a Rojas como su candidato en las elecciones de ese año, siendo anulados sus votos debido a la pérdida de derechos políticos sancionada en 1959 por el Congreso en un juicio a la dictadura que éste presidio entre 1953 y 1957.
Sin embargo, Rojas pudo presentar de nuevo su candidatura en estas elecciones, debido a la revocatoria de la anterior sentencia en 1967 por parte de la Corte Suprema de Justicia.
La candidatura de Rojas dio lugar a un ambiente de polarización que llevó al presidente Lleras a afirmar que era necesario derrotar a Rojas, en un discurso pronunciado en el barrio Kennedy de Bogotá, violando la obligatoria imparcialidad del ejecutivo en los comicios.

### Otras candidaturas
Como disidentes, se presentaron a las elecciones los dos precandidatos conservadores que no fueron considerados en la convención de su partido: el antioqueño Belisario Betancur y el veterano dirigente costeño sefardí Evaristo Sourdís. Ambas candidaturas fueron respaldadas por sectores regionales que no estaban de acuerdo con la postulación de Pastrana.

## Candidatos
La siguiente es la lista de candidatos inscritos (por orden alfabético).
| Candidato | Candidato | Candidato                                                                                            | Formación                 | Cargos públicos |
| --------- | --------- | --- | ------------------------- | --- |
|           |           | Misael Pastrana 46 años Frente NacionalLema: Con Pastrana Colombia gana                              | Abogado y Economista      | - Ministro de Fomento (1960-1961) - Ministro de Obras Públicas (1960-1961) - Ministro de Hacienda (1961) - Ministro de Gobierno (1966-1968) - Embajador ante Estados Unidos (1968-1969)                                          |
|           |           | Gustavo Rojas Pinilla 70 años Lema: Colombianos al poder con Rojas                                   | Militar e Ingeniero Civil | - Ministro de Correos y Telégrafos (1949-1950) - Comandante de las Fuerzas Militares (1950-1951) - Presidente de la República (1953-1957)                                                                                        |
|           |           | Belisario Betancur 47 años Disidencia Conservadora Lema: ¡Belisario presidente! ¡Colombia te aclama! | Abogado                   | - Diputado a la Asamblea de Antioquia (1945-1949) - Representante a la Cámara (1951-1953) - Miembro de la Asamblea Nacional Constituyente (1953-1957) - Ministro de Educación (1960) - Ministro de Trabajo (1962-1963)           |
|           |           | Evaristo Sourdis 65 años Disidencia Conservadora                                                     | Abogado                   | - Representante a la Cámara (1939-1943) - Senador de la República (1943-1947; 1962-1966) - Ministro de Trabajo (1948-1950) - Ministro de Relaciones Exteriores (1950; 1953-1956) - Contralor general de la República (1967-1969) |

## Resultados oficiales
De acuerdo con el informe final de la Registraduría Nacional, los resultados electorales fueron los siguientes:
| Candidato a presidente  | Partido o movimiento            | Votos     |
| ----------------------- | ------------------------------- | --------- |
| Misael Pastrana Borrero | Conservador (con apoyo liberal) | 1,625.025 |
| Gustavo Rojas Pinilla   | ANAPO                           | 1,561.468 |
| Belisario Betancur      | Disidencia conservadora         | 417.350   |
| Evaristo Sourdis        | Disidencia conservadora         | 336.288   |
| Rafael Corredor         | Independiente                   | 11        |
| Votos en blanco         | Votos en blanco                 | 36.892    |
| Total votos válidos     | Total votos válidos             | 3'994.140 |
| Votos nulos             | Votos nulos                     | 5.426     |
| Total de votantes       | Total de votantes               | 4'036.458 |

Misael Pastrana Borrero fue proclamado ganador con una diferencia de aproximadamente 60 mil votos, la cual no se había visto en elecciones anteriores del Frente Nacional, debido a que se eligieron candidatos únicos bipartidistas que ganaban con amplias mayorías, sin contar con candidaturas de oposición fuertes. El estrecho margen demoró los escrutinios hasta el 15 de junio por el reconteo de uno a uno de los votos (casi dos meses después de la elección), día en que la Corte Electoral (actual Consejo Nacional Electoral) proclamó a Pastrana como el ganador.
| Antioquia          | 190 842 | 41.43% | 191 641 | 41.60% | 72 780 | 15.80% | 1 856   | 0.40%  | 3 740 |       |
| Atlántico          | 32 682  | 16.28% | 63 120  | 31.46% | 2 607  | 1.29%  | 101 775 | 50.72% | 444   | 0.22% |
| Bolívar            | 44 341  | 28.93% | 41 901  | 27.34% | 4 378  | 2.85%  | 66 878  | 43.64% | 98    |       |
| Bogotá             | 224 406 | 39.85% | 253 562 | 45.03% | 73 365 | 13.02% | 6 568   | 1.16%  | 5 185 | 0.92% |
| Boyacá             | 68 198  | 35.42% | 107 768 | 55.97% | 14 853 | 7.71%  | 840     | 0.43%  | 876   | 0.45% |
| Caldas             | 53 562  | 38.53% | 40 611  | 29.21% | 44 280 | 31.85% | 282     | 0.20%  | 254   | 0.18% |
| Cauca              | 70 384  | 58.84% | 26 646  | 22.27% | 21 942 | 18.34% | 194     | 0.16%  | 434   | 0.36% |
| Cesar              | 14 966  | 20.97% | 32 124  | 45.01% | 619    | 0.86%  | 23 561  | 33.01% | 91    | 0.12% |
| Córdoba            | 63 248  | 46.22% | 49 536  | 36.20% | 5 881  | 4.29%  | 18 026  | 13.17% | 130   |       |
| Consulados         | 10 606  | 64.58% | 3 986   | 24.27% | 905    | 5.51%  | 840     | 5.11%  | 85    | 0.51% |
| Cundinamarca       | 107 753 | 47.90% | 75 765  | 33.68% | 33 413 | 14.85% | 905     | 0.40%  | 7 094 | 3.15% |
| Chocó              | 18 685  | 51.89% | 3 932   | 10.92% | 12 967 | 36.01% | 409     | 1.13%  | 12    | 0.1%  |
| Huila              | 67 783  | 63.77% | 27 645  | 26.01% | 10 535 | 9.91%  | 24      | 0.02%  | 299   | 0.28% |
| La Guajira         | 14 136  | 30.48% | 16 624  | 35.85% | 835    | 1.80%  | 15 550  | 33.53% | 53    |       |
| Magdalena          | 33 023  | 26.59% | 38 826  | 31.27% | 1 554  | 1.25%  | 50 693  | 40.83% | 54    |       |
| Meta               | 9 607   | 24.90% | 19 415  | 50.32% | 6 914  | 17.92% | 121     | 0.31%  | 2 519 | 6.52% |
| Nariño             | 86 259  | 56.96% | 35 138  | 23.19% | 18 625 | 12.30% | 11 692  | 7.72%  | 76    | 0.05% |
| Norte de Santander | 63 873  | 46.96% | 59 906  | 44.04% | 11 469 | 8.43%  | 426     | 0.31%  | 330   | 0.24% |
| Quindío            | 23 778  | 39.37% | 21 098  | 34.93% | 13 711 | 22.70% | 111     | 0.18%  | 1 694 | 2.80% |
| Risaralda          | 41 205  | 45.73% | 28 025  | 31.10% | 20 163 | 22.38% | 201     | 0.22%  | 495   | 0.54% |
| Santander          | 88 453  | 36.29% | 126 563 | 51.92% | 25 723 | 10.55% | 1 712   | 0.70%  | 1 270 | 0.52% |
| Sucre              | 36 436  | 43.74% | 17 720  | 21.27% | 625    | 0.75%  | 28 411  | 34.10% | 78    | 0.15% |
| Tolima             | 74 140  | 45.92% | 62 401  | 38.65% | 20 163 | 12.49% | 204     | 0.12%  | 4 516 | 2.79% |
| Valle del Cauca    | 157 723 | 38.35% | 194 746 | 47.35% | 49 122 | 11.94% | 4 196   | 1.02%  | 5 445 | 1.32% |
| Fuente: El Tiempo  |         |        |         |        |        |        |         |        |       |       |

## Acusaciones de fraude
Estas elecciones estuvieron empañadas por acusaciones de fraude electoral en beneficio del candidato ganador, las cuales se lanzaron en la noche posterior a los comicios y en los días y años siguientes.

### La noche del 19
Como era costumbre en la época, las estaciones radiales contaban los votos mucho más rápido que la Registraduría Nacional, en los que se anunciaba una ventaja de Rojas sobre Pastrana de 1'235.679 votos sobre 1'121.958. En la noche del 19 de abril, el Ministro de Gobierno Carlos Augusto Noriega ordenó a las estaciones abstenerse de divulgar resultados globales y dejar que la Registraduría diera el veredicto definitivo. Dicha orden fue ratificada por el ministro de comunicaciones  Antonio Díaz García. En señal de protesta, el director de la cadena Todelar, Antonio Niño Ortiz, suspendió las transmisiones de los resultados electorales.
Una vez hecha la prohibición, el ministro Noriega presentó boletines en los cuales Rojas Pinilla supera a Pastrana por un reducido margen. En la mañana del 20 de abril de ese año el resultado era 1'368.981 votos para Pastrana mientras que Rojas tenía 1'366.364 y en los días posteriores los votos en favor de Pastrana aumentaron considerablemente, lo cual fue duramente cuestionado por los seguidores de Rojas.
De igual forma, en los departamentos de Nariño, Sucre, Cauca y Chocó se denunciaron irregularidades en el conteo de votos. En Nariño, Rojas tenía una votación de 36.126 votos, según las emisoras radiales, pero el día 20 su votación bajó a 28.938 votos, lo cual según la Registraduría se debió a errores telegráficos.
En Sucre, un boletín de la Registraduría documentado en el diario El Tiempo registraba 16.690 votos para Pastrana y 11.857 para Rojas, descendiendo los votos de Rojas a 7.519 en un nuevo boletín, lo cual fue denunciado por Francisco Vargas Holguín, abogado de la ANAPO. En los casos de Cauca y Chocó, por su parte, se presentaron aumentos considerables en los votos de Pastrana, lo cual fue justificado por la enorme influencia de los partidos tradicionales en municipios apartados donde era más difícil enviar los votos.
Esa misma noche, la hija del candidato derrotado, María Eugenia Rojas, sabiendo de una rebelión de seguidores de Rojas llamó al entonces canciller Alfonso López Michelsen, quien le informó que el presidente Carlos Lleras Restrepo había decretado estado de sitio y toque de queda. Bajo esta declaratoria, se le dictó arresto domiciliario a Rojas quien a su vez hizo denuncias de fraude ante la prensa nacional y extranjera; de igual forma, varios dirigentes de la ANAPO fueron detenidos y conducidos a bases militares.
28 años después, el mismo ministro Carlos Augusto Noriega, publicaría "Fraude en la elección de Pastrana Borrero" (Editorial La Oveja Negra, 1998)  en el cual aceptaría la realización de un fraude.

### Los días posteriores
En la noche del martes 21, como reacción ante posibles alteraciones del orden público, el presidente Lleras Restrepo se dirigió al país por televisión advirtiendo que según información en posesión de los organismos del Estado, sectores de la ANAPO preparaban un levantamiento popular a escala nacional, y que para impedirlo el Gobierno resolvió declarar el estado de sitio, incluyendo medidas de censura de prensa a las emisoras de radio, facultades a las autoridades del orden territorial para declarar el toque de queda en su comarcas, prohibición de reunión de más de cinco personas en las calles, y mecanismos para evitar acaparamiento de productos básicos:

«La afirmación de la ANAPO sobre fraude es falsa y la rechazo de la manera más enfática. El país sabe que no miento (...). En cuanto a Bogotá, son las ocho (aquí el Presidente mira su reloj). A las nueve de la noche no debe haber gente en las calles. El toque de queda se cumplirá, y quien salga a la calle será por su cuenta y con las consecuencias de quien viola un Estado de Guerra. La gente tiene una hora para dirigirse a sus casas.

El estado de sitio fue declarado por el gobierno nacional mediante Decreto 590 de 1970, y levantado el 15 de mayo siguiente a través del Decreto 738 de 1970.
No obstante, en años posteriores se siguieron haciendo algunas denuncias. El exministro conservador Lucio Pabón Núñez durante el gobierno militar de Rojas (aunque no lo apoyó en las elecciones), en una entrevista concedida a la revista Cromos declaró que años después de las elecciones, el senador Luis Avelino Pérez le confesó haber ordenado cambiar los votos en el departamento de Nariño. Asimismo, según la revista Semana, el entonces capitán Jairo Castro de la Policía vio como a la sede de la Registraduría entraban personas con urnas rotas sin sello y bolsas con votos, algo que ignoraron los testigos de la ANAPO gracias a que algunos políticos los mantenían distraídos.

### Los escrutinios y la posición de Misael Pastrana
De acuerdo con las memorias del candidato Misael Pastrana, los escrutinios de la votación fueron realizados con la presencia de cuatro delegados en representación de todas las campañas. Además, la organización electoral había sido conformada desde tiempo atrás, sin que el candidato ganador hubiera incidido en el nombramiento de sus miembros. Los cuatro delegados eran Carlos Peláez Trujillo y Luis Carlos Zambrano, por el liberalismo; junto con Luis Fernando Paredes y Gustavo Fajardo Pinzón por el Partido Conservador.
Por su parte, el presidente Lleras Restrepo nombró ocho testigos (dos por cada candidato) con el fin de certificar la transparencia del escrutinio: Juan Uribe Holguín y Rafael Delgado Barreneche (en representación de Evaristo Sourdis); Augusto Ramírez Moreno y Jorge Enrique Gutiérrez (por Belisario Betancur); Carlos Mario Londoño y Álvaro Ortiz Lozano (de la ANAPO); y Gonzalo Vargas Rubiano (representando al oficialismo). De acuerdo con el testimonio de Pastrana, de manera unánime los testigos avalan su elección.
Por último, la redacción del acta final de los escrutinios fue encomendada al magistrado Gustavo Fajardo Pinzón, quien había redactado las actas de elección de Carlos Lleras Restrepo, y posteriormente de Alfonso López Michelsen y Julio César Turbay. La ANAPO impugnó el acta ante el Consejo de Estado, posición de la que posteriormente desistió por falta de pruebas.

### Consecuencias

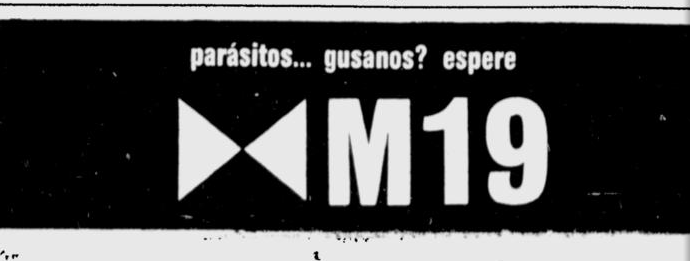
Cartel publicitario del grupo, enero de 1974

Según la revista Semana, los indicios de un presunto fraude apuntarían a que se trató de maniobras localizadas en algunos departamentos, no necesariamente inspiradas por el gobierno nacional. De acuerdo con esta tesis, existe un consenso según el cual el presidente Carlos Lleras Restrepo no hubiera encubierto ni tolerado esta situación, a la vez que se asume el papel pasivo del candidato Pastrana, quien pudo ser beneficiario de los sucesos, pero no su inspirador. Sin embargo, también se ha concluido que estas y otras maniobras si pudieron ser suficientes para alterar el resultado general de la elección.
Como reacción a estos hechos, algunos miembros de la ANAPO Socialista, conformaron el grupo Comuneros, con estudiantes, líderes sociales, antiguos integrantes de las FARC y de otros proyectos revolucionarios formaron el Movimiento 19 de Abril (M-19) en 1973, grupo guerrillero que captó la atención de los colombianos hasta su desmovilización en 1990.